# ماریانا دیاز لیال
ماریانا دیاز لیال (انگلیسی: Mariana Díaz Leal؛ زادهٔ ۲۹ مهٔ ۱۹۹۰) بازیکن فوتبال اهل مکزیک است.
وی همچنین در تیم ملی فوتبال زنان مکزیک بازی کرده‌است.